# I'm Still Searching
«I'm Still Searching» o en español "Todavía estoy buscando", es una canción lanzada en 1988 por la banda canadiense Glass Tiger, y escrita por Alan Frew, Michael Hanson y Sam Reid, y producida por Jim Vallance. Es el sexto sencillo de la banda y el primero de su segundo álbum Diamond Sun. El sencillo fue un gran éxito en Canadá llegando hasta la posición 2 en el RPM.
La cara B de «I'm Still Searching», «Suffer In Silence», es también la cara B del sencillo «Diamond Sun» pero solo en las versiones para Europa.

## Vídeo musical
El video muestra a la banda interpretando la canción en un cuarto, bailando con sus guitarras eléctricas y se puede ver a Alan Frew con una guitarra acústica, también a alguien buscando en el directorio telefónico y apuntándole a una tabla de dardos, además a una mujer esperando un tren en la estación, también aparece en un baño arreglándose y retocándose, y se ve a un grupo considerable de personas aparentemente en un bar o casino. Se observan movimientos entre los miembros de la banda para dar lugar de una escena a otra, también se ve a un candelabro que se mueve y aparece varias veces a lo largo del video.

## Letra y estructura
«I'm Still Searching» trata sobre la vida difícil y dura, los rumores y mentiras lo están cansando, ella ignoró las consideraciones y se va, quedando él solo queriendo volver a donde la vida se hace más difícil. Así que intenta encontrar a alguien para poder sanar su corazón roto. La letra fue escrita por los miembros de la banda Alan Frew, Michael Hanson y Sam Reid.
La canción fue escrita en Sol mayor. A diferencia de otras canciones, esta es una canción más alegre, apartándose un poco de sus raíces en el pop rock, esta canción tiene un tono más a contry rock'.
En el edit lo único que se eliminó fue el instrumental entre el tercer verso y los últimos coros, teniendo una duración de tres minutos con cuarenta y ocho segundos.
El 18 de mayo de 2010 Jesse Fex lanzó un Extended Play digital titulado I'm Still Searching por Omerta Records y registrado como "Jesse Fex & Glass Tiger Featuring Alan Frew" que contiene varios remixes de la canción realizados por otros mezcladores.
La estructura de la canción es la siguiente:
1. Introducción (instrumental) (0:00–0:14)
2. Verso 1 (0:14–0:43)
3. Pre-coros (0:43–0:57)
4. Coros (0:57–1:10)
5. Verso 2 (media-duración) (1:10–1:25)
6. Pre-coros 2 (1:25–1:39)
7. Coros (1:39–1:52)
8. Instrumental (1:52–2:07)
9. Verso 3 (2:07–2:38)
10. Instrumental (2:38–2:46)
11. Coros (repetidos) (2:46–3:21)
12. Instrumental (3:21–3:58)

## Rendimiento comercial

### Canadá
El sencillo fue muy comercializado y bien aceptado llegando hasta la posición número 2 en 10 semanas, solo por detrás de la canción Beds Are Burning de la banda australiana Midnight Oil. Debutó en la posición 77 de la semana del 2 de abril, no siendo hasta las semana del 4 de junio que llegara a su mayor posición, se mantuvo por 18 semanas en las lista.

### Estados Unidos
En Estados Unidos no fue tan comercial como en Canadá, pero alcanzó el entrar al top 40 en la posición 31 del Billboard Hot 100 y 32 en el Cash Box.

## Reconocimientos
La canción fue nominada en 1989 en los Premios Juno en la categoría a "Grabación de ingeniero del año" (Recording Engineer of the Year) acreditada al ingeniero Paul Northfield, ganando el premio Mike Fraser por las canciones "Calling America" y "Different Drummer" de Tom Cochrane y Red Rider.

## Lista de canciones
| Versión de siete pulgadas |                       |          |  |
| N.º                       | Título                | Duración |  |
| 1.                        | «I'm Still Searching» | 3:56     |  |
| 2.                        | «Suffer In Silence»   | 3:31     |  |
| 7:27                      |                       |          |  |

| Versión de doce pulgadas y CD (promocionales) |                                |          |  |
| N.º                                           | Título                         | Duración |  |
| 1.                                            | «I'm Still Searching»          | 3:56     |  |
| 2.                                            | «I'm Still Searching» ((Edit)) | 3:48     |  |
| 7:44                                          |                                |          |  |

| Extended Play |                                                                 |          |  |
| N.º           | Título                                                          | Duración |  |
| 1.            | «I'm Still Searching (Jesse Fex Remix)» (Remix por Jesse Fex)   | 6:07     |  |
| 2.            | «I'm Still Searching (Synn Kraft Remix)» (Remix por Synn Kraft) | 7:51     |  |
| 3.            | «I'm Still Searching (Congaheadz Remix)» (Remix por Congaheadz) | 8:21     |  |
| 4.            | «I'm Still Searching (Sliver Remix)» (Remix por Sliver)         | 4:02     |  |
| 26:21         |                                                                 |          |  |

### Versiones oficiales
- «I'm Still Searching» (versión de álbum (3:58))
- «I'm Still Searching» (edit (3:48))
- «I'm Still Searching» (Jesse Fex Remix (6:07))
- «I'm Still Searching» (Synn Kraft Remix (7:51))
- «I'm Still Searching» (Congaheadz Remix (8:21))
- «I'm Still Searching» (Sliver Remix (4:02))

## Posiciones

### Semanales
| Canadá         | RPM                              | 2  |
| Estados Unidos | Billboard Hot 100                | 31 |
| Estados Unidos | Mainstream Rock Tracks Billboard | 12 |
| Estados Unidos | Cash Box                         | 32 |
| Estados Unidos | Radio & Records                  | 28 |

## Créditos

### Música
- Alan Frew: vocales
- Al Connelly: guitarras
- Sam Reid: teclado electrónico
- Wayne Parker: bajo
- Michael Hanson: batería

### Producción
- Diseño del logo: Shoot That Tiger!
- Productor: Jim Vallance
- Mezclador: Ed Thacker
- Escritores: Alan Frew, Michael Hanson, Sam Reid
- Ingeniero: Paul Northfield